# Campiglia Marittima
Campiglia Marittima là một đô thị ở tỉnh Livorno ở vùng Toscana, có khoảng cách khoảng 90 km về phía tây nam của Firenze và khoảng 60 km về phía đông nam của Livorno. Tại thời điểm ngày 31 tháng 12 năm 2004, đô thị này có dân số 12.657 người và diện tích là 83,2 km².
Đô thị Campiglia Marittima có các frazioni (các đơn vị cấp dưới, chủ yếu là các làng) Campiglia and Venturina.
Campiglia Marittima giáp các đô thị: Piombino, San Vincenzo, Suvereto.